# ريكاردو لافولبي
ريكاردو أنتونيو لافولبي (بالإسبانية: Ricardo La Volpe)‏ من مواليد 6 فبراير 1952 في بوينس آيرس، وهو لاعب كرة قدم أرجنتيني سابق، وكان يلعب في مركز حراس المرمى، وهو مدرب كرة قدم حالي، ويدرب حاليا نادي بيراميدز المصري، وقد كان مدرب منتخب المكسيك لكرة القدم في كأس العالم لكرة القدم 2006.

## مسيرته الكروية
بدأ لافولبي اللعب مع نادي بانفيلد الأرجنتيني، ثم انتقل إلى نادي سان لورينزو، وبعدها توجه إلى المكسيك للعب مع نادي أتالانتي، وأختتم مسيرت الكروية مع نادي أواكستيبيك، وقد لعب مع منتخب الأرجنتين لكرة القدم في كأس العالم لكرة القدم 1978.

## مسيرته التدريبية
بعد أن أعتزل كرة القدم كلاعب توجه لافولبي إلى مجال التدريب، ودرب في البداية نادي بويبلا وبعدها انتقل إلى تدريب نادي أتالانتي، ثم قام بتدريب نادي وادي الحجارة المكسيكي، ثم درب نادي كويريتاري وبعدها انتقل إلى نادي أمريكا، ثم درب نادي أطلس وبعده نادي تولوكا حتى عام 2002، وفي عام 2002 قام بتدريب منتخب المكسيك لكرة القدم، وقادهم إلى الوصول إلى كأس العالم لكرة القدم 2006 في ألمانيا، وبعد كأس العالم درب لأول مرة في تاريخه نادي بلده الأرجنتين وهو نادي بوكا جونيورز، وفي عام 2018 أعلن تركي آل الشيخ مالك نادي بيراميدز المصري تعيين لافولبي مستشارًا فنيًا للنادي، قبل إعلانه في أغسطس من العام نفسه تولي لافولبي منصب المدير الفني لفريق كرة القدم بالنادي بعد رحيل المدرب البرازيلي ألبرتو فالنتيم.

## مواقفه
يؤمن لافولبي بالخرافات، إذ كان لا يصافح لافولبي المدربين قبل بداية المباريات في الدوري المكسيكي. وهو ما جعله يشتبك أحد المرات مع ميجيل هيريرا حين كان لافولبي مدربا لفريق تشيباس.
لكن رابطة عنق لافولبي أثناء تدريبه بوكا جونيورز –الولاية التي استمرت لـ3 أشهر فقط- كانت سببا في حصوله على العديد من الانتقادات. إذ ارتدى رابطة عنق حمراء وهو لون فريق ريفير بليت الغريم التقليدي للبوكا، كما أن للافولبي عادة أخرى، مرتبطة بجعله في مزاج أفضل. فمع المكسيك في كأس العالم 2006، فضل ارتداء رابطة عنق منقوش عليها تنين صيني.
كما أن لافولبي قد تمت إقالته من تدريب فريق جوادالاخارا بعد مباراتين فقط مع الفريق عقب تحرشه بأحد العاملات في النادي.

### تعديل قوانين كرة القدم
يريد لافولبي أن يقلص عدد اللاعبين إلى 10 بدلا من 11 في كل فريق!
في حواره مع شبكة «إي.إس.بي.إن» وضح لافولبي رغبته في اللعب بـ10 لاعبين بدلا من 11.
وقال: «أنوى مراسلة الفيفا للبت في هذا الموضوع. الجانب البدني هو من يسيطر الآن على كرة القدم بدلا من الجانب الخططي. في كأس العالم 1978 كان أوسفالدو أرديليس أكثر من خطى مساحات في الملعب بـ7.8 كيلو مترا. الآن اللاعب يركض لـ14 كيلو مترا».
وأضاف «ماذا يعني اللعب بلاعب أقل؟ أعتقد أن اللعب بلاعب أقل سيخلق مساحة أكبر في الملعب وفي وجود المساحة سيعطي الوقت الكافي للاعبين أصحاب القدرة على الإبداع في التفكير في وقت أطول. الآن حين يتسلم هؤلاء اللاعبون الكرة تجد لاعب الخصم يضغط عليهم سريعا».
وأكمل «الطريقة الوحيدة لمساعدة هؤلاء هو إعطاء المزيد من الوقت لهم. كيف ستعطيه الوقت؟ بخلق المساحات. كيف ستخلق المساحات؟ باللعب بلاعب أقل».
وأتم «على الفيفا أن يدرك هذا الأمر. إذا كنا نريد أن تنتهي المباريات بالتعادل السلبي وأن تذهب المتعة عن الجماهير، فهذا سيكون مقبولا لأن الجانب البدني هو المسيطر حاليا على الكرة».

## روابط خارجية
- ريكاردو لافولبي على موقع الاتحاد الدولي (مؤرشف)  (الإنجليزية)
- ريكاردو لافولبي على موقع قاعدة بيانات كرة القدم.إي يو (الإنجليزية)
- ريكاردو لافولبي على موقع ناشيونال فوتبول تيمز (الإنجليزية)
- ريكاردو لافولبي على موقع كووورة
- ريكاردو لافولبي على موقع أوليمبيديا (الإنجليزية)